# Janisławice (województwo łódzkie)
Janisławice – wieś w Polsce położona w województwie łódzkim, w powiecie skierniewickim, w gminie Głuchów.
Wieś arcybiskupstwa gnieźnieńskiego w ziemi rawskiej województwa rawskiego w 1792 roku.
W latach 1954–1972 wieś należała i była siedzibą władz gromady Janisławice. W latach 1975–1998 miejscowość administracyjnie należała do województwa skierniewickiego.

## Nazwa
Nazwa miejscowości ma budowę typowej polskiej nazwy patronimicznej masowo występującej na terenach Polski. Składa się ona z dwóch członów Janisław oraz patronimicznej końcówki -ice. Pochodzi od dwuczłonowego słowiańskiego imienia męskiego Janisława, które należało do arcybiskupa Janisława. W 1330 roku założył on w ówczesnej kasztelanii łowickiej wieś Janisławice wśród dąbrowy: „Ianyslawicze ... Ianislaus ... archiepiscopus Gneznensis, in merica super fluvium Lupy in districtu Lowiczensi villam Janyslawicze sub. an. Dni. MCCCXXX exposuit ad locandum”.

## Historia
Miejscowość lokowana została w 1330 roku przez arcybiskupa gnieźnieńskiego Janisława.
W 1937 roku w pobliżu wsi odkryto grób człowieka (prawdopodobnie łowcy) datowany na ok. 6000-4500 p.n.e. (mezolit). Wewnątrz znajdował się szkielet 30-letniego mężczyzny ułożony w pozycji siedzącej posypanego ochrą. W grobie znajdowały się m.in. kolia z zębów łosia i kłów dzika, szydło z poroża jelenia, skrobaczka z łopatki dzika i wiele narzędzi krzemiennych. Przez długi czas był to najstarszy grób odkryty na terenie Polski.

## Zabytki
Według rejestru zabytków Narodowego Instytutu Dziedzictwa na listę zabytków wpisane są obiekty:
- zespół kościoła pw. św. Małgorzaty, XVI-XX w.:
  - kościół, drewniany, nr rej.: 887 z 29.12.1967
  - dzwonnica, drewniana, nr rej.: 888 z 29.12.1967
  - cmentarz rzymskokatolicki, przy kościele, nr rej.: 953 z 2.02.1994
- cmentarz rzymskokatolicki, nr rej.: 876 z 20.03.1992